# König Karl (Film)
König Karl ist eine vom Fernsehen der DDR produzierte Komödie von Günter Stahnke aus dem Jahr 1986 mit Herbert Köfer in der Titelrolle.

## Handlung
Der Rentner Karl Zobawa, der in seinem Wohngebiet den Spitznamen „König Karl“ trägt, möchte sich in dem Mietshaus Mozartallee 25 in dem er wohnt, für mehr Miteinander einsetzen. Ihn ärgern die vielen kleinen Streitigkeiten der Mieter untereinander und er hofft darauf, die vielen Alleinstehenden im Haus miteinander verkuppeln zu können, was dann von ganz allein für mehr Harmonie sorgen würde.
Ein bevorstehender Pressebericht über das Mietshaus und dessen Bewohner kommt Zobawa gerade recht. Aufgrund der vorbildlichen Ordnung und Sauberkeit, soll die Hausgemeinschaft ausgezeichnet werden. Es fehlen jedoch die persönlichen Bindungen und Kontakte der Mieter untereinander. Dessen werden sich die Bewohner des Hauses aufgrund des Schreibens vom Amt bewusst und sehen ein, sich in den nächsten drei Wochen, bis der Bericht erfolgt ist, etwas Mühe geben zu müssen. Zobawa stellt sogleich einen konkreten Arbeitsplan auf, wie das Ziel zu erreichen wäre. In einer Mieterversammlung stimmen die Beteiligten über die geplanten Punkte ab und sind sich zum ersten Mal einig. In den nächsten Wochen sind die Mieter kaum wieder zu erkennen. Alle benehmen sich, als ob sie die besten Freunde der Welt wären, sind höflich, freundlich und hilfsbereit. Sogar einen gemeinsamen Theaterbesuch haben sie organisiert. Zobawa freut es und ohne dass er etwas davon mitbekommt, entstehen wie von selbst einige Beziehungen und Freundschaften unter den Single-Bewohnern. Allerdings sind das nicht gerade die von ihm favorisierten Kombinationen und für sein Nesthäkchen Claudia interessiert sich ausgerechnet Zobawas Enkel Henry, der überraschen für ein paar Wochen zu Besuch bei seinem Opa ist. Als die Mieter herausfinden, dass Zobawa sich in ihr Privatleben einmischt und sie nach seinen Vorstellungen verkuppeln wollte, sind sie empört und der Streit darüber artet derart aus, dass sie Karl mit Nichtachtung strafen. Selbst seine von ihm geschätzte Altersgefährtin Charlotte Krusemark wendet sich von ihm ab. Die Mieter setzen ihren Hausvertrauensmann Zobawa sogar ab und ernennen Charlotte als kommissarische Leiterin. „König Karl“ ist zunächst etwas enttäuscht, findet aber doch, dass er mit seiner Aktion etwas erreicht hat und es sich im Haus endlich wieder leben lassen würden. Ganz überrascht ist er, dass ihm die ganze Hausgemeinschaft vereint zu seinem Geburtstag gratuliert. Selbst Charlotte Krusemark versöhnt sich mit ihrem Karl.
Am Ende gesteht Zobawa seinem Mieterkollektiv, dass er sich die Geschichte mit dem Pressebericht nur ausgedacht hatte, damit er Frieden im Haus erreicht. Doch für ihn unerwartet ist die Bezirksbehörde auf die vorbildliche Hausgemeinschaft aufmerksam geworden und will sie tatsächlich in Kürze im Rahmen des „Mach-Mit-Wettbewerbs“ auszeichnen.

## Produktion
Der Film erlebte am 18. Februar 1986 im 1. Programm des Fernsehens der DDR seine Erstausstrahlung.